# Vertrag über gegenseitige Kooperation und Sicherheit zwischen Japan und den Vereinigten Staaten

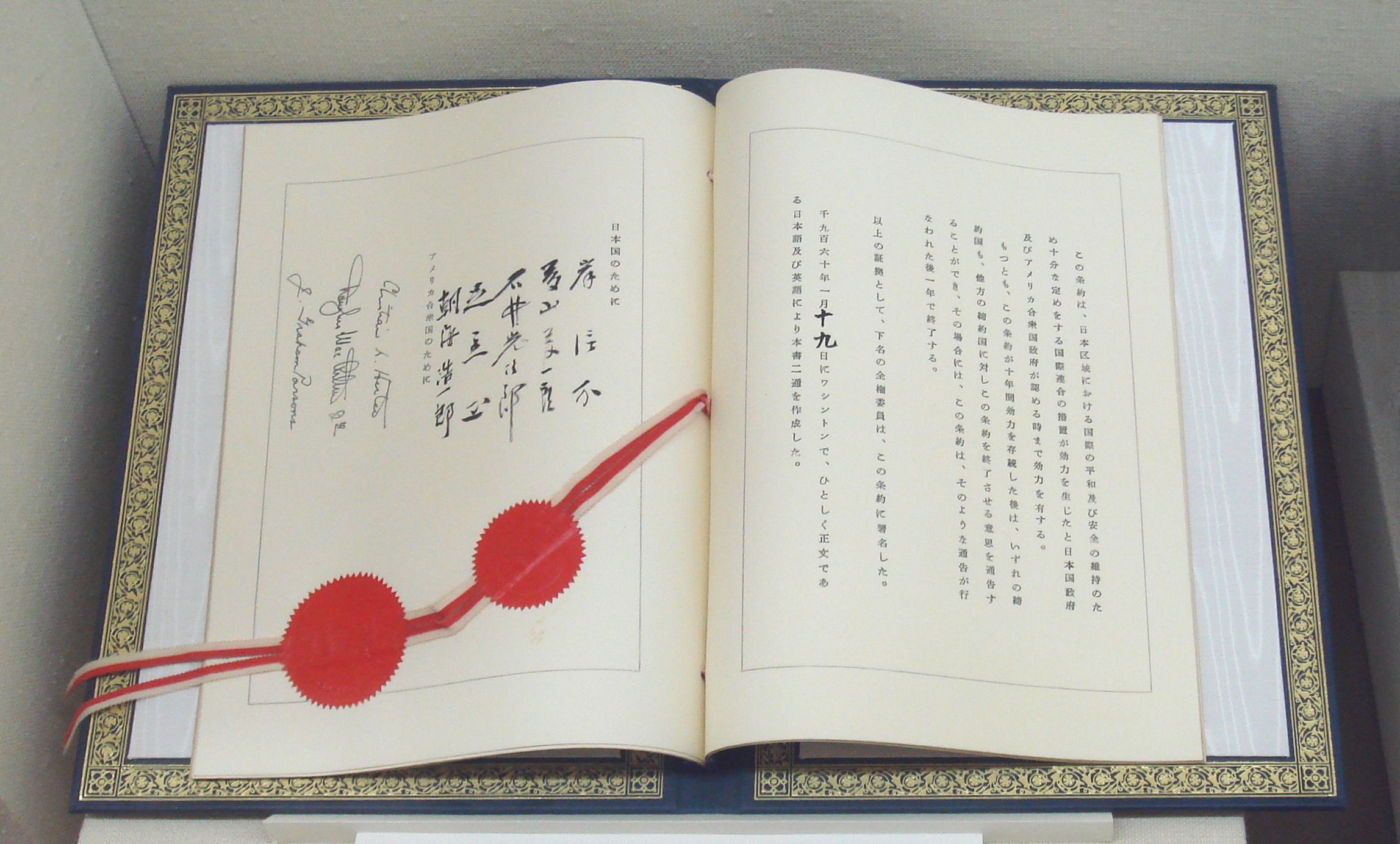
Der Vertrag über gegenseitige Kooperation und Sicherheit

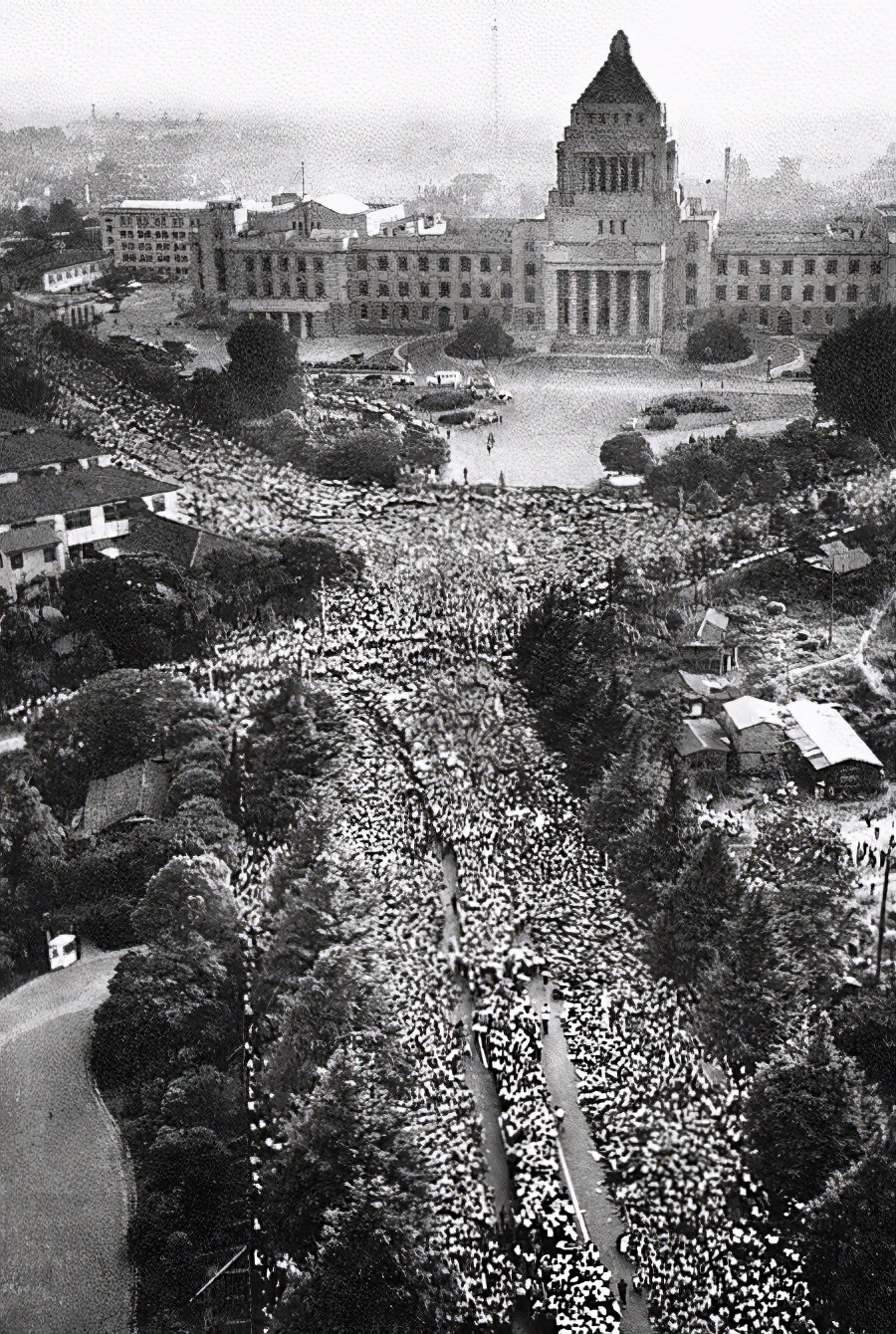
Hunderttausende umzingeln das Parlamentsgebäude während der Anpo-Proteste im Sommer 1960

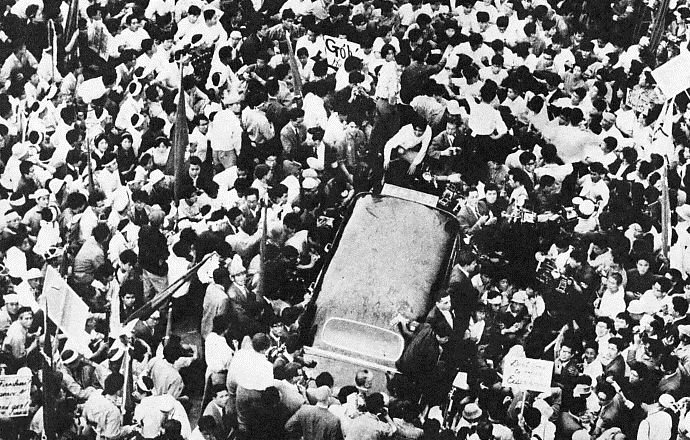
Tausende bedrängten das Auto, in dem Eisenhowers Pressesprecher James Hagerty saß, schnitten die Reifen auf, zerschlugen die Rücklichter und schaukelten es mehr als eine Stunde lang hin und her, 10. Juni 1960

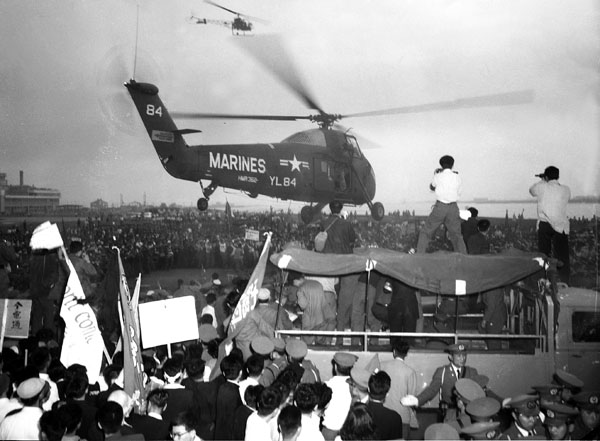
Ein Hubschrauber der US-Marines kommt dem Pressesprecher zu Hilfe

Der Vertrag über gegenseitige Kooperation und Sicherheit zwischen Japan und den Vereinigten Staaten (englisch Treaty of Mutual Cooperation and Security between the United States and Japan, japanisch 日本国とアメリカ合衆国との間の相互協力及び安全保障条約 Nihon-koku to Amerika-gasshūkoku tono aida no sōgo kyōryoku oyobi anzen hoshō jōyaku) ist ein Vertrag, der zwischen den USA und Japan am 19. Januar 1960 in Washington unterzeichnet wurde. Er stärkte während der Ära des Kalten Krieges Japans Bindung an den Westen. Der Vertrag schloss auch allgemeine Formulierungen zur künftigen Entwicklung der internationalen Zusammenarbeit und der verbesserten wirtschaftlichen Zusammenarbeit ein.

## Ursprünge
Der frühere Vertrag über gegenseitige Sicherheit von 1952 bildete die Basis für Japans Sicherheitsbeziehungen zu den USA nach der Wiedererlangung der vollen Souveränität nach dem Ende der Besatzungszeit.
Bilaterale Gespräche zur Überarbeitung des Sicherheitspakts von 1952 begannen 1959. Der neue Vertrag wurde am 19. Januar 1960 in Washington unterzeichnet.

## Großdemonstrationen und Studentenproteste 1960
Als der Pakt dem Japanischen Parlament am 5. Februar zur Ratifizierung vorgelegt wurde, kam es zu einer erbitterten Debatte über die Beziehungen zwischen Japan und den USA, wobei die linke Opposition unter äußersten Anstrengungen gewalttätige Mittel anwandte, um die Ratifizierung zu verhindern. Der Vertrag wurde am 20. Mai schließlich vom japanischen Unterhaus gebilligt. Die Abgeordneten der Japanischen Sozialistischen Partei boykottierten die Unterhaussitzungen und versuchten, die Abgeordneten der LDP am Betreten des Hauses zu hindern. Sie wurden von der Polizei gewaltsam entfernt. Massive Demonstrationen und Aufruhr durch Studenten und Gewerkschaften folgten, bei den Zusammenstößen mit der Polizei starb die Studentin Michiko Kanba und über 500 Personen wurden verletzt. Die Demonstrationen verhinderten einen geplanten Besuch des Präsidenten Dwight D. Eisenhower in Japan und führten zum Rücktritt von Premierminister Kishi Nobusuke, jedoch nicht bevor der Vertrag am 19. Juni die Ratifizierung automatisch erhielt, da das Japanische Oberhaus nicht innerhalb der geforderten 30 Tage nach Zustimmung des Unterhauses über den Vertrag abgestimmt hatte.
Der Vertrag ist in Japan als ampo (安保, eine Zusammenziehung von 安全保障, anzenhoshō) bekannt, die Studentenbewegungen gegen den Vertrag in den 1960ern und 1970ern wurden als ampo hantai bekannt. Man findet auch die Schreibung anpo.

## Inhalt
Der Vertrag verpflichtet beide Parteien, ihre Kapazitäten zum gemeinsamen Widerstand gegen einen bewaffneten Angriff zu erhalten und zu entwickeln. Ein bewaffneter Angriff auf eines der beiden Länder und auf ein unter japanischer Verwaltung stehendes Territorium würde als gefährlich für die Sicherheit des anderen Landes angesehen. Japan wurde jedoch wegen seines verfassungsmäßigen Verbots der Teilnahme an externen militärischen Operationen von der Verpflichtung befreit, die USA zu verteidigen, wenn diese außerhalb des japanischen Staatsgebietes angegriffen würden.
Außerdem bestimmt Artikel 10 des Vertrages, dass das Abkommen obsolet wird, wenn das kollektive Sicherheitssystem der Vereinten Nationen einmal in Kraft tritt.
Der neue Vertrag deckte nicht das Gebiet der Ryūkyū-Inseln ab, aber ein Anhang machte klar, dass sich bei einem Angriff auf die Inseln beide Regierungen beraten und geeignete Maßnahmen ergreifen würden. Im Gegensatz zu dem Vertrag von 1952 wurde eine 10-jährige Laufzeit vereinbart, nach der er durch jede Seite mit einem Jahr Kündigungsfrist aufgehoben werden konnte. 1970 wurde der Vertrag verlängert.
Der umstrittene Artikel 6 des Vertrages enthält eine Zustimmung zur Stationierung amerikanischer Streitkräfte in Japan, der United States Forces Japan, und zur Bereitstellung von Basen und regelt die Verwaltung der in den Einrichtungen der US-Streitkräfte beschäftigten japanischen Staatsbürger.
Die Protokollnotiz zum Vertrag bestimmte, dass die japanische Regierung vor größeren Änderungen der Truppenstationierung der USA in Japan oder der Nutzung japanischer Basen zu Kampfzwecken außerhalb der Verteidigung von Japan selbst „konsultiert“ werden soll.
Auch wurden die Grenzen der Jurisdiktion beider Länder bei der Verfolgung von Verbrechen durch Angehörige des US-Militärs in Japan festgelegt.
Der Vertrag von 1952 bestand ursprünglich aus einem militärischen Hilfsprogramm, das Japan mit den Mitteln, dem Material und den Diensten zur erforderlichen Selbstverteidigung des Landes ausstatten sollte. Obwohl Japan in den 1960ern keine Hilfe mehr von den USA erhielt, diente dieser Vertrag weiter als Basis für Käufe und Lizenzabkommen zwecks Kompatibilität der Waffensysteme sowie für die Übermittlung geheimer Informationen an Japan einschließlich internationaler Geheimdienstreports und geheimer technischer Informationen.